# Louise Henriëtte van Bourbon
Louise Henriëtte de Bourbon (Parijs, 20 juni 1726 - Parijs, 9 februari 1759) was een Franse prinses. Door haar huwelijk met hertog Lodewijk Filips I van Orléans werd ze hertogin van Chartres en nadien de hertogin van Orléans. Ze was de grootmoeder van de latere koning Lodewijk Filips I van Frankrijk.

## Biografie

### Jeugd
Louise Henriëtte was het jongste kind en de enige dochter van prins van Conti Lodewijk Armand II van Bourbon-Conti en Louise Elisabeth van Bourbon. Ze werd geboren in Parijs op 20 juni 1726. Ze was een prinses van het Eerste bloed en ze was vooral in het begin van haar leven bekend aan het hof als Mademoiselle de Conti. Louise was een nicht van koning Lodewijk XV van Frankrijk. Haar vader overleed in 1727 als gevolg van een borstzwelling. Van haar vader was bekend dat hij zijn vrouw mishandelde en haar verliet zonder zelfs maar zijn excuses aan te hebben aangeboden. Haar oudste overlevende broer Lodewijk Frans I van Bourbon-Conti werd de Prins van Conti.

### Huwelijk en kinderen

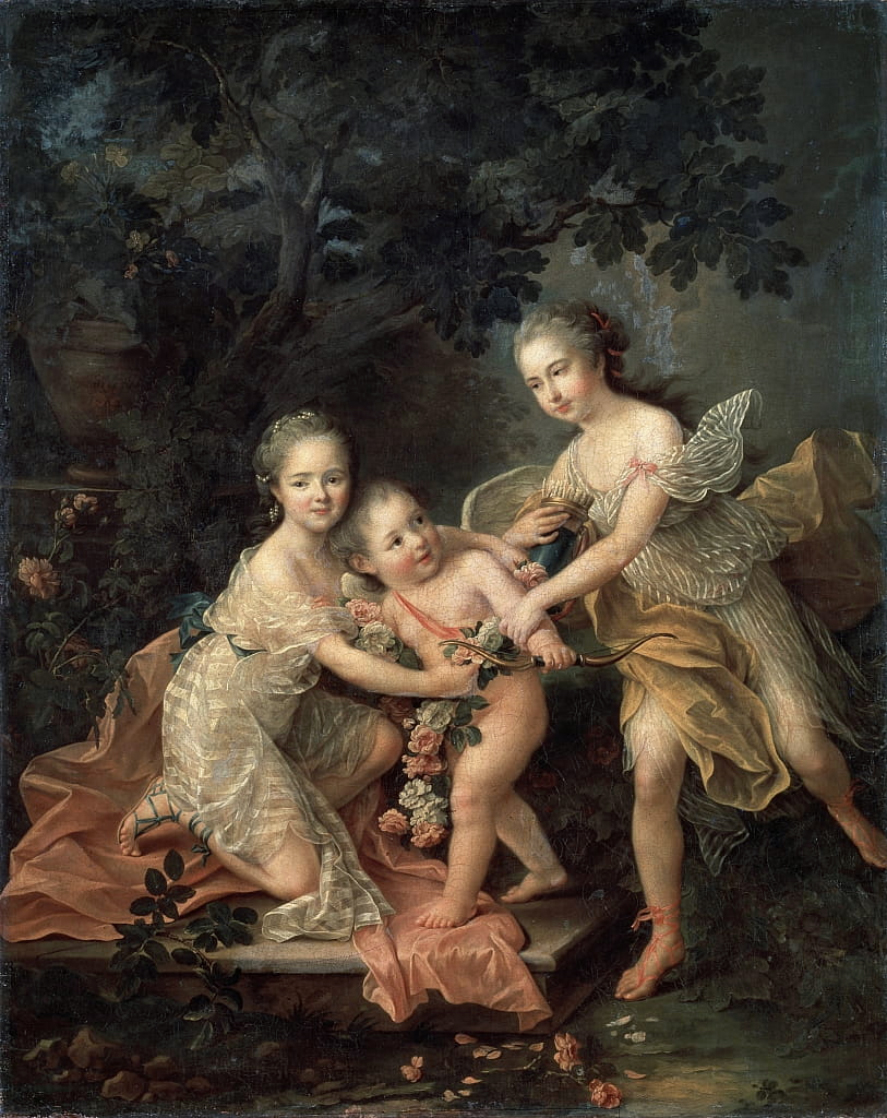
De kinderen van de hertogin rond 1755; Bathilde houdt een engel vast, met uiterst rechts haar broer, de jonge hertog van Chartres.

Louise Henriëtte huwde op 17 december 1743 in de kapel van het paleis van Versailles met haar neef hertog Lodewijk Filips I van Orléans. Zijn vader, Lodewijk IV van Orléans, had veel problemen bij het vinden van een geschikte vrouw voor zijn zoon, en ondanks de niet zo glorieuze achtergrond van Louise Henriëtte dacht de vrome hertog dat ze een model was van christelijke deugden, vooral omdat ze was opgevoegd in een klooster. Deze beslissing bleek achteraf een vergissing. Ze veroorzaakte door haar talrijke affaires vele schandalen tijdens haar huwelijk. Tussen haar buitenechtelijke affaires zou Louise een verhouding hebben gehad met de graaf van Melfort, die ze na de geboorte van haar zoon ontmoette in het kasteel van Saint-Cloud. Ondanks de ongelukkige match kreeg het paar drie kinderen:
- Een dochter (geboren en gestorven in 1745);
- Hertog van Chartres Lodewijk Filips, hij volgde zijn vader op als hertog van Orléans, maar werd tijdens de Franse Revolutie vermoord. Hij huwde met Louise Marie Adélaïde van Bourbon en werd de vader van de latere koning Lodewijk Filips I van Frankrijk. Zijn vader zag hem nochtans liever trouwen met de Poolse prinses Maria Kunigunde, de jongste dochter van koning van Polen August III en Maria Josepha;
- Bathilde (9 juli 1750 – 10 januari 1822), trad in het huwelijk met Lodewijk VI van Bourbon-Condé. Ze was de laatste prinses van Condé.

Tijdens de Franse Revolutie beweerde haar zoon, Lodewijk Filips II van Orléans publiekelijk dat zijn echte vader helemaal niet de echtgenoot van zijn moeder was, maar een koetsier van het Palais-Royal. Deze bewering was waarschijnlijk een politieke reden om de ambitieuze hertog te distantiëren van het Ancien régime. Hij schreef naar de Commune van Parijs over het wangedrag van zijn moeder en vroeg om zijn naam te veranderen, en er werd een decreet uitgevaardigd waarin stond dat hij en zijn nageslacht voortaan de achternaam Égalité zullen dragen. Recente DNA-tests hebben echter de biologische legitimiteit van de oudste zoon van Louise Henriette bevestigd. De bewering was toen ook niet erg waarschijnlijk, aangezien er opvallende gelijkennissen waren tussen hem en zijn vader.

### Overlijden
Louise Henriëtte overleed op 9 februari 1759, op 32-jarige leeftijd, aan tuberculose. Haar man en kinderen stonden aan haar zijde, in het Palais-Royal, de residentie van Orléans in Parijs. Haar zoon en dochter waren respectievelijk elf en acht jaar oud. Na haar dood had haar man verschillende minnaressen en vond hij uiteindelijk de liefde van zijn leven, Madame de Montesson, met wie hij trouwde nadat zij weduwe was geworden. Louise Henriette werd begraven in de Val-de-Grâce in Parijs. 

## Voorouders
| Voorouders van Louise Henriëtte van Bourbon | Voorouders van Louise Henriëtte van Bourbon                                                      | Voorouders van Louise Henriëtte van Bourbon                                                      | Voorouders van Louise Henriëtte van Bourbon                                                                | Voorouders van Louise Henriëtte van Bourbon                                                                | Voorouders van Louise Henriëtte van Bourbon                                                                | Voorouders van Louise Henriëtte van Bourbon                                                                | Voorouders van Louise Henriëtte van Bourbon                                                      | Voorouders van Louise Henriëtte van Bourbon                                                      |
| ------------------------------------------- | ------------------------------------------------------------------------------------------------ | ------------------------------------------------------------------------------------------------ | --- | --- | --- | --- | ------------------------------------------------------------------------------------------------ | ------------------------------------------------------------------------------------------------ |
| Overgrootouders                             | Armand van Bourbon-Condé (1629-1666) ∞ 1654 Anne Marie Martinozzi (1637-1672)                    | Armand van Bourbon-Condé (1629-1666) ∞ 1654 Anne Marie Martinozzi (1637-1672)                    | Hendrik III Julius van Bourbon-Condé (1643-1709) ∞ 1663 Anna Henriette Paltsgravin van Simmern (1648-1723) | Hendrik III Julius van Bourbon-Condé (1643-1709) ∞ 1663 Anna Henriette Paltsgravin van Simmern (1648-1723) | Hendrik III Julius van Bourbon-Condé (1643-1709) ∞ 1663 Anna Henriette Paltsgravin van Simmern (1648-1723) | Hendrik III Julius van Bourbon-Condé (1643-1709) ∞ 1663 Anna Henriette Paltsgravin van Simmern (1648-1723) | Lodewijk XIV van Frankrijk (1638-1715) ∞ Madame de Montespan (1640-1707)                         | Lodewijk XIV van Frankrijk (1638-1715) ∞ Madame de Montespan (1640-1707)                         |
| Grootouders                                 | Frans Lodewijk van Bourbon-Conti (1664-1709) ∞ 1688 Marie Thérèse van Bourbon (1666-1732)        | Frans Lodewijk van Bourbon-Conti (1664-1709) ∞ 1688 Marie Thérèse van Bourbon (1666-1732)        | Frans Lodewijk van Bourbon-Conti (1664-1709) ∞ 1688 Marie Thérèse van Bourbon (1666-1732)                  | Frans Lodewijk van Bourbon-Conti (1664-1709) ∞ 1688 Marie Thérèse van Bourbon (1666-1732)                  | Lodewijk III van Bourbon-Condé (1668-1710) ∞ 1685 Louise Françoise van Bourbon(1673-1743)                  | Lodewijk III van Bourbon-Condé (1668-1710) ∞ 1685 Louise Françoise van Bourbon(1673-1743)                  | Lodewijk III van Bourbon-Condé (1668-1710) ∞ 1685 Louise Françoise van Bourbon(1673-1743)        | Lodewijk III van Bourbon-Condé (1668-1710) ∞ 1685 Louise Françoise van Bourbon(1673-1743)        |
| Ouders                                      | Lodewijk Armand II van Bourbon-Conti (1695-1727) ∞ 1713 Louise Elisabeth van Bourbon (1693-1775) | Lodewijk Armand II van Bourbon-Conti (1695-1727) ∞ 1713 Louise Elisabeth van Bourbon (1693-1775) | Lodewijk Armand II van Bourbon-Conti (1695-1727) ∞ 1713 Louise Elisabeth van Bourbon (1693-1775)           | Lodewijk Armand II van Bourbon-Conti (1695-1727) ∞ 1713 Louise Elisabeth van Bourbon (1693-1775)           | Lodewijk Armand II van Bourbon-Conti (1695-1727) ∞ 1713 Louise Elisabeth van Bourbon (1693-1775)           | Lodewijk Armand II van Bourbon-Conti (1695-1727) ∞ 1713 Louise Elisabeth van Bourbon (1693-1775)           | Lodewijk Armand II van Bourbon-Conti (1695-1727) ∞ 1713 Louise Elisabeth van Bourbon (1693-1775) | Lodewijk Armand II van Bourbon-Conti (1695-1727) ∞ 1713 Louise Elisabeth van Bourbon (1693-1775) |
| Louise Henriëtte van Bourbon (1726 - 1759)  |                                                                                                  |                                                                                                  | | | | |                                                                                                  |                                                                                                  |